# Peter Knipmeijer

Peter Knipmeijer (1970)

Peter Knipmeijer (Amersfoort, 1970) is een Nederlands dichter.

## Opleiding en arbeid
Na het middelbaar onderwijs verhuisde Knipmeijer naar Amsterdam om er rechten te gaan studeren. Deze studie brak hij af om in 1998 verpleegkunde te gaan studeren. In 2007 werd hij seniorverpleegkundige op een PAAZ in Utrecht.

## Werk
Hij begon met het schrijven van gedichten in 2006. Na verschillende publicaties in tijdschriften en bloemlezingen verscheen in 2010 zijn eerste bundel Tweelingsterren bij uitgeverij De Contrabas, in 2012 gevolgd door zijn tweede bundel Listeria.
Knipmeijer maakte van 2012 tot 2018 met onder anderen Ingmar Heytze en Alexis de Roode deel uit van het Utrechts Dichtersgilde, een aantal in een stichting verenigde Utrechtse dichters, die bij toerbeurt officieel de rol van stadsdichter van Utrecht vertolken. In 2009 won Knipmeijer de GVU Poetry Award. In de Turing Nationale Gedichtenwedstrijd van 2011 won hij de tweede prijs, de twee edities erna werd hij gedeeld vierde. In 2013 ontving hij een C.C.S. Crone-stipendium.
Sinds 2022 is Knipmeijer een van de stadsdichters van Terneuzen.

## Light verse & Science fiction
In 2013 verscheen zijn boek Opgelapt Schilderwerk. In deze bundel neemt Knipmeijer de lezer in ollekebollekes mee door de kunstgeschiedenis, Drs. P schreef voor deze bundel de achterflaptekst. Ook zijn bundel Typisch Sicilië is een bundel met ollekebollekes. De in 2020 verschenen bundel MA1/40X - 'ne ruimtezang is een bundel met science-fictionpoëzie verhaald vanuit een op Aarde geland ruimtewezen, in een geconstrueerde taal met elementen uit het Nederlands, Engels, Afrikaans, Duits, Deens en computercodes.